# سسک درخت زیتون
سسک درخت زیتون (نام علمی: Hippolais olivetorum) نام یک گونه از خانواده سسکیان است.